# Xã Rose Hill, Quận Hand, Nam Dakota
Xã Rose Hill (tiếng Anh: Rose Hill Township) là một xã thuộc quận Hand, tiểu bang Nam Dakota, Hoa Kỳ. Năm 2010, dân số của xã này là 34 người.